# Улична фотографија
Улична фотографија је уметнички и истраживачки жанр фотографије, коју одлукује овековечавање спонтаних, случајних сусрета и догађаја у јавном простору. Улична фотографија не подразумева постојање улице или урбане средине. Иако су људи најчешћи субјекти фотографија, под уличном фотографијом такође подразумевамо фотографије објеката и средина које пројектују људски карактер и естетику.
Кадрирање и прави моменат су кључни аспекти ове вештине. Фотограф тежи да направи фотографију у кључном тренутку.
Улична фотографија може се фокусирати на људе и њихово понашање у јавности, тиме бележећи тренутке у људској историји. Ова тежња подразумева размишљање и о законима о поседу, приватности и сигурности. У овом домену, улична фотографија је слична новинској фотографији, која такође настаје у јавном простору, али чији је циљ фотографисање догађаја вредних пажње. Постојање сервиса као што су Гугл Стрит Вју, који фотографише јавни простор на великом нивоу, и растући тренд селфија, додатно компликују етичка питања која се огледају у ставовима о уличној фотографији.
Већина онога што се, стилски и субјективно, сматра истинском уличном фотографијом, створено је у периоду од краја 19. века до касних 1970-их, када су се појавили преносиви фотоапарати који су омогућили спонтану фотографију у јавним просторима.

## Историја
Кроз историју уметности, приказивање свакодневног живота људи заступљено је у скоро свим правцима, почевши од праисторије, код Сумера, Египћана, и у раној будистичкој уметности. Уметност која се бави животом на улици, појављује се на западу, у ренесанси северне Европе, бароку, рококоу, романтизму, реализму, импресионизму и постимпресионизму. С обзиром да је тема свакодневног живота кроз историју одавно заступљена у другим медијима, логично је било да ће и фотографи наставити ту традицију чим им технологија омогући.

### Претходници у 19. веку
У 1838. или 1839. години, Луј Дагер је начинио прву фотографију субјеката на улици, једну од две дагеротипије, настале фотографишући поглед са свог прозора у улици Булевар ду Темпл (Boulevard du Temple) у Паризу. Једна од фотографија, настала у подне, приказује пусту улицу, док је друга настала око 8 часова ујутру, и по речима Боуман Њухола, америчког историчара уметности, „Булевар, иначе увек преплављен мноштвом пешака и кочија, био је у то време потпуно пуст, са изузетком појединца који је застао да му се исчеткају чизме. Стопала су му, наравно, била потпуно статична неко време, једно на кутији, друго на земљи. Последично, његове чизме и ноге су јасно дефинисане, али је без тела или главе, јер је био у покрету”.
Шарл Негр био је први фотограф који је 1851. године успео да достигне техничу софистицираност неопходну за фотографисање људи у покрету на улицама Париза. Ужен Адже се сматра зачетником, не зато што је био први фотограф такве врсте, већ као резултат популаризације његових фотографија париских улица насталих касних 1920-их од стране Беренис Ебота, који је инспирисан Аджеом започео сличан пројекат на улицама Њујорка. Како се град развијао, Адже је помогао да се париске улице представе као вредни субјекти фотографија. Од 1890-их до 1920.их година, фотографисао је највише архитектуру, степенице, вртове и прозоре. Фотографисао је и раднике на улицама, али људи нису били његов примарни фокус.
Шкот Џон Томпсон, који је радио са новинаром и друштвеним активистом Адолф Смитом, издао је пре Аджеа књигу „Улични живот у Лондону”, 1877. године. Томпсон је одиграо кључну улогу у популаризацији свакодневног живота на улици као значајног фотографског жанра.

### Фотографи двадесетог века

#### Уједињено Краљевство
Пол Мартин се сматра пиониром уличне фотографије. Он је у касном 19-том и раном 20-том веку правио спонтане фотографије људи на улицама Лондона и у приморским градовима, како би документовао живот тих градова. Мартин је први фотограф у историји за којег се зна да се бавио тиме.
„Масовна посматрања”, настала 1937. године, била је организација која се бавила друштвеним истраживањима у циљу бележења свакодневног живота у Британији и посматрањем реакција људи на улици на абдикацију краља Едварда VIII 1936. године, како би се венчао са Волис Симпсон, кога је на трону заменио Џорџ VI. Фотографије улица града Болтона је правио Хамфри Спендер, док је филмски творац Хемфри Џенингс правио филмске записе у Лондону у оквиру истог истраживања. Начелници организације „Масовна посматрања”, антрополог Том Херисон у Болтону и песник Чарлс Меџ у Лондону, као резултат истраживања издали су књигу „Мај дванаести: масовна анкета са преко 200 посматрача”, 1937. године.

#### Одлучујући тренутак
Анри Картије-Бресон био је француски фотограф 20-тог века чији се поетични стил фокусирао на понашање људи у времену и простору. Одговоран је за идеју насталу 1950-их о прављењу фотографије у, како је он то у својој истоименој књизи из 1952. године назвао, „одлучујућем тренутку, када се форма, садржај, композиција и визија спајају у једну целину”. Ово је инспирисало генерације фотографа да, вођени Бресоновом филозофијом, праве уличне фотографије, док овај приступ није изашао из моде у естетици постмодернизма.

#### Европа
Картије-Бресон је био повезан са послератном хуманистичком школом чији су фотографи проналазили своје субјекте на улици или у бистроу. Углавном су радили са црнобелим филмом и природним светлом, користећи неку од популарних малих фотоапарата тог времена, откривајући оно што је Пјер Мак Орлан (1882-1970) назвао „друштвеним феноменима улице”. Стил фотографа тог времена верно је приказивао романтични и поетични живот грађана Европе, нарочито Париза. Између 1946. и 1957. године, „Група петнаесторице”, париско фотографско удружење, сваке године је излагало овакве радове. Улична фотографија је била и тема две изложбе аутора Едвард Стајкена, у Музеју модерне уметности у Њујорку: „Пет француских фотографа: Брасаи, Картијер-Бресон, Дуену, Ронис, Изис”, у периоду од 1951 до 1952 године, и „Фотографија послератне Европе”, 1953. године. Његова изложба „Породица човечанства” из 1955. године, која је проглашена емпатичном представом глобалне породице која путујући светом инспирише фотографе, изазвала је велику пажњу европских и америчких фотографа-хуманиста.

#### Америка
Вокер Еванс радио је од 1938. до 1941. године на серији фотографија у њујоршком метроу, како би вежбао истинску фотографију-спонтане портрете људи који би несвесно ушли у кадар. Користио је скривену камеру, Контакс аналогни фотоапарат формата 35mm сакривен испод капута, привезан за груди и повезан дугом жицом кроз десни рукав. Ипак, Евансов рад има мали савремени утицај због његове осетљивости на приватност својих субјеката и оригиналност пројекта. Из тог разлога, није објављен све до 1966. године, када су радови издати у форми књиге „Многи су прозвани”, са предговором написаним 1940. године од стране Џејмс Ејнџа. Рад је излаган под називом „Фотографије подземне железнице Вокер Еванса и остале недавне набавке”, у Националној галерији уметности између 1991. и 1992. године.
Хелен Левит, тада учитељица, била је повезана са Евансом од 1938. до 1939. године. Она је бележила цртеже кредом који су били део дечије уличне културе Њујорка у то време, као и децу која су их цртала. Јула 1939. године, Музеј модерне уметности, МоМА, излагао је њене радове у оквиру свечаног отварања одељења за фотографију овог музеја. 1943. године, Ненси Њухол је организовала изложбу „Хелен Левит: Фотографије деце” у МоМА-и. Фотографије су, напокон, издате 1987. под називом „Улице Њјујорка: Цртежи и поруке кредом, 1938-1948”.
Почеци уличне фотографије у САД се могу повезати са почецима џеза, иза оба уметничка правца стоји идеја слободног уметничког описивања свакодневног живота. Ова веза је видљива у Њујоршкој школи фотографије. Књига Роберт Френка „Американци” из 1958. године је „веома значајна; фотографије су сирове и често ван фокуса, преиспитују мејнстрим фотографију тога времена, и супротстављају се сви формалним правилима постављеним од стране Хенри Картијер-Бресона и Вокер Еванса” и „контрирају чистом и неисквареном стилу фотожурнализма америчких магазина као што је Тајм”. Мејнстрим фотографска заједница у Америци је оштро одбацила Френков рад, али је књига касније „променила природу фотографије, како и шта се са њом може рећи”. Био је то камен темељац за појаву нових фотографа који су желели да се ослободе правила старог стила. Френкова књига је остала „можда најутицајнија књига 20-тог века”.

### Посебни приступи у касном 20-том и раном 21. веку
Инспирисани фотографом Роберт Френком, 1960.тих година Гери Виногранд, Ли Фрајдлендер и Џоел Мејеровиц почињу да фотографишу на улицама Њујорка. Фил Кумс, новинар Би-Би-Си Њуз-а, 2013. године пише: „За нас које занима улична фотографија постој неколико фотографа који се издвајају, међу којима је Гери Виногранд”. Критичар Шон О'Хејген, новинар Гардијана, о Виногранду пише: „1960-тих и 1970-тих, Гери је дефинисао уличну фотографију као став и стил”.
Вративши се из Сједињених Америчких Држава у Уједињено Краљевство 1965. године, где је упознао Виногранда и прихватио уличну фотографију, Тони Реј Џоунс је кроз свој уврнути хумор приказивао често надреалне скупине Британаца на одморима и фестивалима. Оштри, комични стил Реј Џоунса инспирисао је фотографа Мартин Пара.

## Техника
Већина типова преносивих фотоапарата се користи за уличну фотографију, као што су дигитални и аналогни SLR апарати, компактни „упери и сликај” фотоапарати и фотоапарати без огледала.
Најчешће се користе објективи жижне даљине од 28 до 50 mm, највише због широког угла који дају и повећане дубинске оштрине, али и због тога што омогућавају да субјекат фотографије не буде свестан да је у кадру. Ипак, не постоје ограничења по питању опреме која се користи.
Две најчешће коришћене технике фокусирања су зонско фокусирање (енгл. Zone focusing) и хиперфокално растојање (енгл. Hyperfocal distance), које се користе како фотограф не би морао да користи мануелни фокус, у ситуацијама где је аутофокус превише спор, или када фотограф не може бити сигуран да ли ће фокусна тачка бити на субјекту, уколико се он помера. Ове технике такође олакшавају фотографисање „са кука”, тј. без подизања фотоапарата у висину очију.
Са зонским фокусирањем, фотограф одређује дистанцу на којој ће се налазити фокус, знајући да ће простор испред и изван те тачке бити у фокусу. Тада, на фотографу је само да субјекта држи између тих крајњих граница.
Техником хиперфокалног растојања се фотографу додатно олакшава посао, јер је велики део кадра прихватљиво оштар. Коришћењем ове технике, на фотографу је само да брине о отвору бленде и свом растојању од субјекта. Цела дубина кадра од одређене тачке испред објектива до бесконачности ће бити пристојно оштра. Што је „шири” објектив, тј. што је мања жижна даљина, и мањи отвор бленде (на пример, од f/11 па надаље), то је тачка од које је почиње зона оштрине ближа објективу.
Поред тога, постоје и тражила у висини струка и зглобни екрани на неким дигиталним фотоапаратима који омогућавају фокусирање и композицију са висине струка, што одстрањује потребу за подизањем фотоапарата у висину очију и беспотребно привлачење пажње.
Антиципација игра битну улогу, у ситуацијама када фотограф кадрира позадину ишчекивајући пролазника или догађај који ће се уклопити са њом. Ово је стратегија коју су често користили пионири уличне фотографије, а добар пример тог приступка је фотографија Анри-Картијер Бресона на којој је силуета у скоку изнад баре испред плесног постера.
Фотограф Тони Реј-Џонс наводи следеће савете за фотографисање уличне фотографије у свом приватном дневнику:
- буди агресивнији
- укључи се (разговарај са људима)
- држи се теме (буди стрпљив)
- прави једноставне фотографије
- провери да ли позадина има везе са субјектом
- константно мењај композицију и угао
- пази на композицију
- не прави досадне фотографије
- приђи ближе (користи 50mm објектив или шири)
- обрати пажњу на дрмање фотоапарата (користи брзину затварача од 1/250 или бржу)
- не фотографиши превише
- избегавај да фотографишеш само у висини очију
- без великог простора између субјекта и позадине

## Разлике између уличне и документарне фотографије
Улична фотографија и документарна фотографија су по многим карактеристикама слични жанрови фотографије, али постоје и одређене особине које их разликују.
Документарна фотографија обично има дефинисану и раније испланирану поруку и намеру да се документују одређени догађаји у историји. Спектар документарног приступа обухвата аспекте новинарства, уметности, образовања, социологије и историје. У друштвеним истраживањима, документарна фотографија често има сврху иницирања, или осветљавања неких друштвених појава које треба променити. Насупрот томе, улична фотографија је мотивисана радозналошћу и креативним истраживањем фотографа, што омогућава релативно неутралан приказ света, са несвесним субјектима који представљају огледало друштва.

## Законска питања
Фотографисање људи на јавним просторима без њихове дозволе је спорно питање уличне фотографије. У већини земаља, фотографисање људи и јавних простора је легално, у циљу заштите уметничке и новинарске слободе. Међутим, постоје ограничења по питању начина на које се фотографије људи могу искористити и већина земаља има специфичне законе који се тичу приватности људи.
Улична фотографија такође може доћи у конфликт са законима који се тичу заштите од папарација, клевете и узнемиравања, као и фотографисање малолетних лица.

### Канада
Док већина области у Канади законски следи Уједињено Краљевство, поштујући слободу фотографисања на јавном простору, законом области Квебек је дозвољено објављивање фотографија само уз дозволу субјеката на њима.

### Европска унија
Закон о људским правима Европске уније из 1998. године, који све државе ЕУ морају да поштују, успоставља право на приватност. Ово може резултовати забранама објављивања фотографија. Право на приватност је заштићено чланом 8 ове конвенције. На фотографију се односи и члан 10, право на слободу изражавања.

### Француска
Иако је донекле ограничена како би заштититила приватност, улична фотографија може и даље бити легална у Француској када се практикује као уметност под одређеним условима. У неким случајевима, слобода уметничког изражавања може надјачати право на приватност, али то зависи од околности одређене ситуације.

### Немачка
Немачки закон штити право фотографисања на јавном простору, али такође препознаје и „право на сопствену фотографију”. То значи да, иако је могуће направити фотографију без пристанка појединца, оне се не смеју објављивати без дозволе лица на фотографији. Закон такође специфично штити од клевете.
Право на сопствену фотографију се, међутим, не односи и на људе који нису главни фокус фотографије (на пример, људи који само пролазе кроз сцену која се фотографише) или који се не могу препознати на фотографији. Осим тога, закон се не односи на јавне личности (на пример, познате личности и политичаре).
Ако се фотографија сматра уметничком, суд може разматрати фотографову слободу уметничког изражавања, што значи да уметничка улична фотографија може легално да се објави у неким случајевима.

### Грчка
Фотографисање, објављивање и некомерцијална продаја уличне фотографије су легални у Грчкој, и није неопходна дозвола особе или особа на фотографији. У Грчкој, право на фотографисање и објављивање или продају ауторских права фотографија као лепе уметности је заштићено чланом 14 Устава Грчке. Фотографисање полиције и објављивање тих фотографија је такође легално.
Фотографисање и снимање видео снимака је такође дозвољено у целој метро мрежи града Атине, што је веома популарно место за грчке уличне фотографе.

### Мађарска
У Мађарској, од 15. марта 2014. године, свако фотографисање људи без њихове дозволе сматра се кривичним прекршајем. Ово се такође односи и на објављивање фотографија.

### Јапан
У Јапану, дозвола, или бар назнака намере да се фотографише, или одсуство одбијања, је неопходно и за фотографисање и објављивање фотографија на јавним местима на којима се могу препознати људи. „Скривена фотографија” (kakushidori - скривено), „украдена фотографија” (nusumitori - без намере да се добије дозвола) и „брза фотографија” (hayayori - пре него што се дозвола може добити) су забрањене осим уколико се дозвола субјекта добије одмах по фотографисању. Људи који се нађу на фотографији имају право на те фотографије (shouzouken). Закон је нарочито строг уколико је сам садржај фотографије или начин на који је настала, осрамоћујући. Изузетак се прави за фотографије познатих људи и за новинску фотографију регистрованих медија.

### Јужноафричка република
У Јужноафричкој Републици, фотографисање људи на јавном простору је легално. Умножавање и продаја фотографија људи је легална за потребе публикација и комерцијалну употребу (засновану на поштеној употреби (енгл. Fair use). Не постоји закон који ограничава комерцијалну употребу. Грађанско право захтева сагласност свих препознатљивих лица на фотографији за рекламне и промотивне потребе. Приватни поседи и животиње не уживају нарочита права приликом фотографисања.

### Јужна Кореја
У Јужној Кореји, фотографисање жена без њихове дозволе, чак и у јавном простору, се сматра кривичним делом, кажњивим новчаном казном до 10 милиона вона и до 5 година у затвору. У јулу 2017. године, изгласана је допуна закона чиме се дозвољава хемијска кастрација људи који праве такве фотографије.

### Уједињено Краљевство
Закон Уједињеног Краљевства је донет у сагласности са законом о људским правима, који ограничава објављивање неких фотографија.
У погледу фотографисања имовина, генерално, законом Уједињеног Краљевства није забрањено фотографисати приватну имовину у јавном простору, а нема ни ограничења у погледу фотографисања на приватном простору, уколико су прибављене одговарајуће дозволе. Ипак, власницима имовине у којој се, или која се фотографише, имају дозволу да наметну услове какве желе, као што су потпуно забрана или ограничавање шта се сме фотографисати. Међутим, постоје и нијансе код овог општег принципа.

### САД
У САД, заштита слободе говора је генерално широко распрострањена, а може укључивати и фотографију.
На пример, у случају „Нусенцвајг против ДиКорсије”, успостављено је да фотографисање, објављивање и продаја уличне фотографије (што укључује уличне портрете) је легална, чак и без дозволе особе која се фотографише, зато што је фотографија заштићена као одредбом о слободи говора и уметности Првим амандманом.